# 영주도
영주도(營州道)는 조공도와 함께 당나라와 발해 간 교역로로 사용된 길로, 상경에서 장령부를 거쳐 당의 영주도독부에 이르는 길이다.
출발근거지로는 지린성 화디엔시의 수미청, 즉 소밀성으로 대부분의 학자들이 알고 있다.
구체적인 경로는 《신당서》 지리지에 인용된 가탐(賈耽)의 "도리기(道里記)"에 자세히 나타나 있다. 상경에서 출발하여 첫 도읍지였던 돈화(敦化)를 지나 장령부(현재의 길림성 해룡현 산성진) 관내를 통과한 다음 심양(瀋陽)·흑산(黑山)·북진(北鎭)·의현(義縣 : 당시의 燕郡城)을 거쳐 영주에 이른다. 이는 상경에서 목단강을 따라 남쪽으로 가서 제2송화강 유역으로 들어가 영주로 통하는 길이다.
이러한 영주도는 실크로드의 동쪽 끝이 발해와 이어진다고 하여 한반도의 '초원로 동단'설, 발해의 '비단길'설, 발해국의 '실크로드'설이 있다.